# Ядринский сельсовет
Я́дринский сельсове́т — муниципальное образование со статусом сельского поселения в составе Архаринского района Амурской области.
Административный центр — село Ядрино.

## История
18 ноября 2005 года в соответствии с Законом Амурской области № 91-ОЗ муниципальное образование наделено статусом сельского поселения.

## Население
| 2002 | 2010 | 2011 | 2012 | 2013 | 2014 | 2015 |
| ---- | ---- | ---- | ---- | ---- | ---- | ---- |
| 774  | ↘583 | ↘580 | ↘554 | ↘540 | ↘525 | ↘506 |
| 2016 | 2017 | 2018 | 2019 | 2020 | 2021 |      |
| ↘497 | ↘489 | ↘477 | ↘467 | ↘460 | ↗481 |      |

## Состав сельского поселения
| № | Населённый пункт | Тип населённого пункта       | Население |
| - | ---------------- | ---------------------------- | --------- |
| 1 | Есауловка        | железнодорожная станция      | →2        |
| 2 | Ядрино           | село, административный центр | ↘475      |